# Новая Жизнь (Репьёвский район)
Но́вая Жизнь — посёлок в Репьёвском районе Воронежской области Российской Федерации.
Входит в состав Истобинского сельского поселения.

## Население
| 2010 |
| ---- |
| 14   |

## Улицы
В посёлке имеется одна улица — Добрая.

## Известные уроженцы
- Дёгтев, Вячеслав Иванович (1959—2005) — советский и российский писатель.